# Forsån
För naturreservatet i Västmanland, se Forsån (naturreservat).

Forsån är ett vattendrag som utgör gränsen mellan Stockholms stad och Huddinge kommun på Larsbodanäset.
Ån är 1,4 kilometer lång och är en del av Tyresåns sjösystem och förbinder sjöarna Magelungen och Drevviken. Fallhöjden är 0,7 meter och är huvudsakligen koncentrerade till åns första hundra meter närmast Magelungen. Resten av sträckningen flyter ån lugnt. Ån är delvis överväxt av sly i området strax söder om Nynäsvägen. Vid Forsån på Magelungssidan låg Forsens gård från 1700-talet. Endast grunden av gården finns kvar idag, cirka 25 meter från bron över Forsån. I en husförhörslänga från 1792 omnämns Forsens gård som en av flera trädgårdsmästarbostäder. Under en period bodde familjen Feith på Forsens gård. De drev det kända Feiths konditori på Strandvägen och på Hornsgatan i Stockholm.
En järnväg (Nynäsbanan), två större vägar (Magelungsvägen och Nynäsvägen) samt tre mindre vägar (Forsallén, Perstorpsvägen och Stortorpsvägen) passerar på broar över ån.

## Bilder

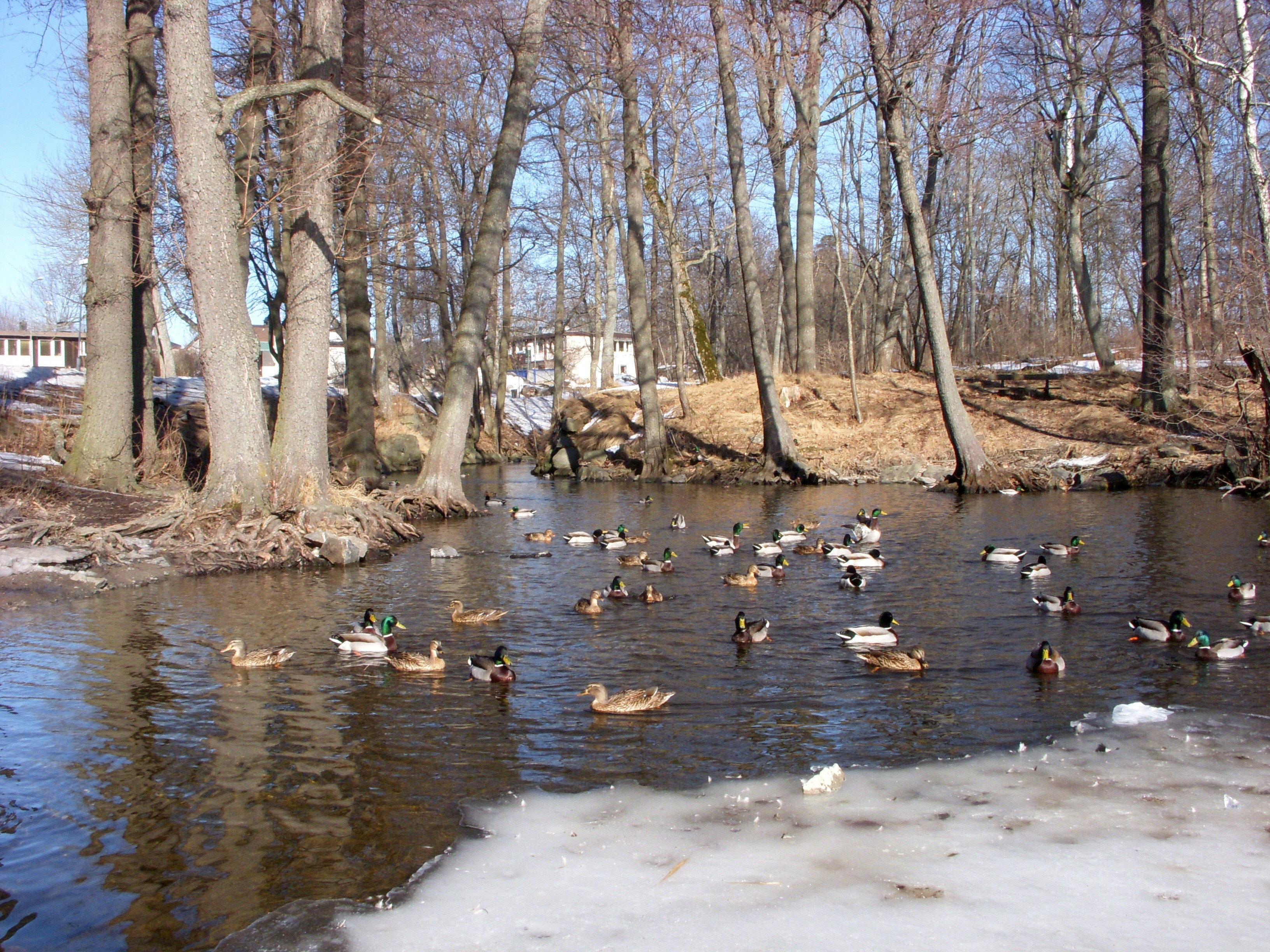
Forsåns början vid Magelungen
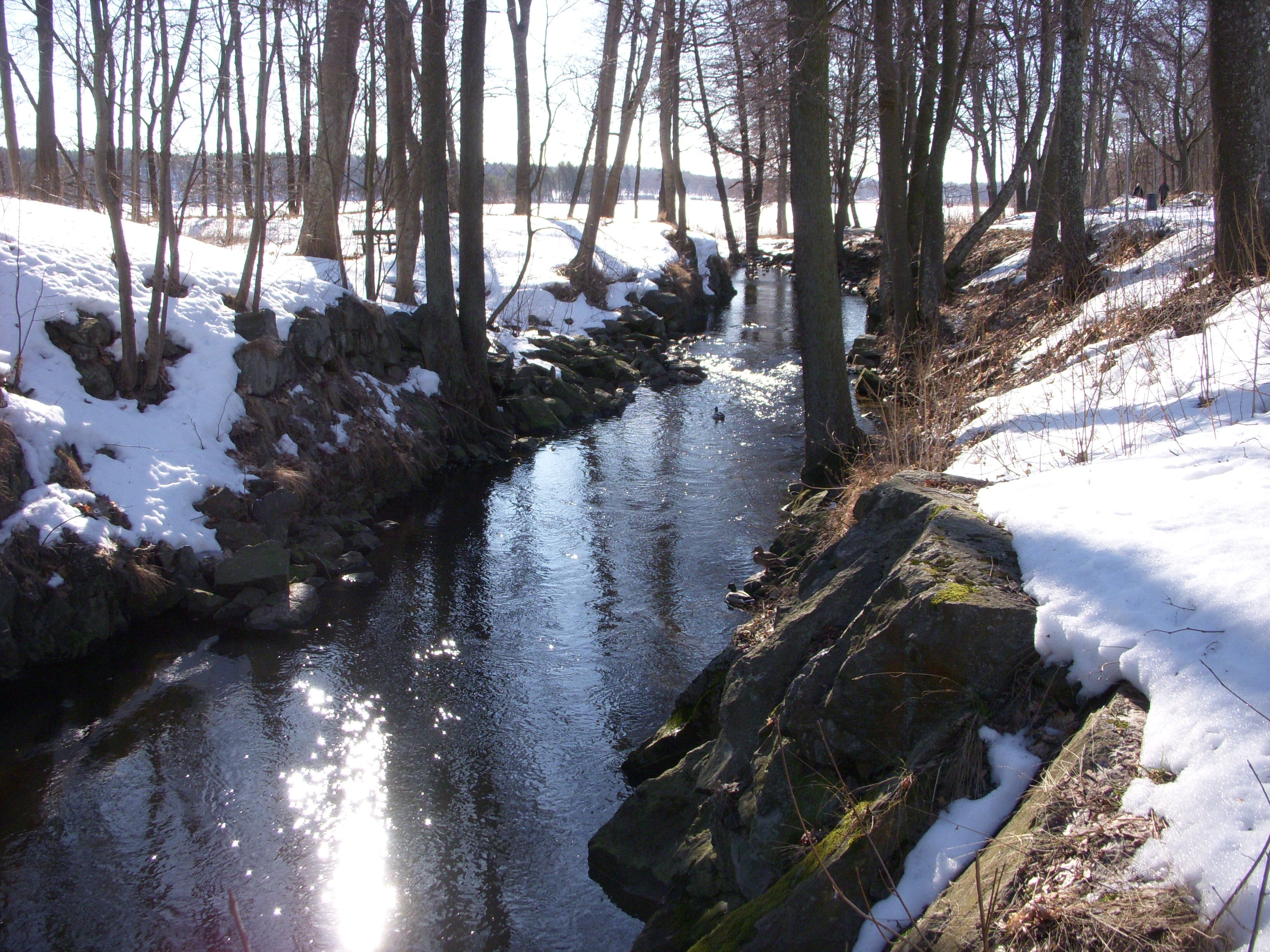
Forsån vid f.d. Forsens gård
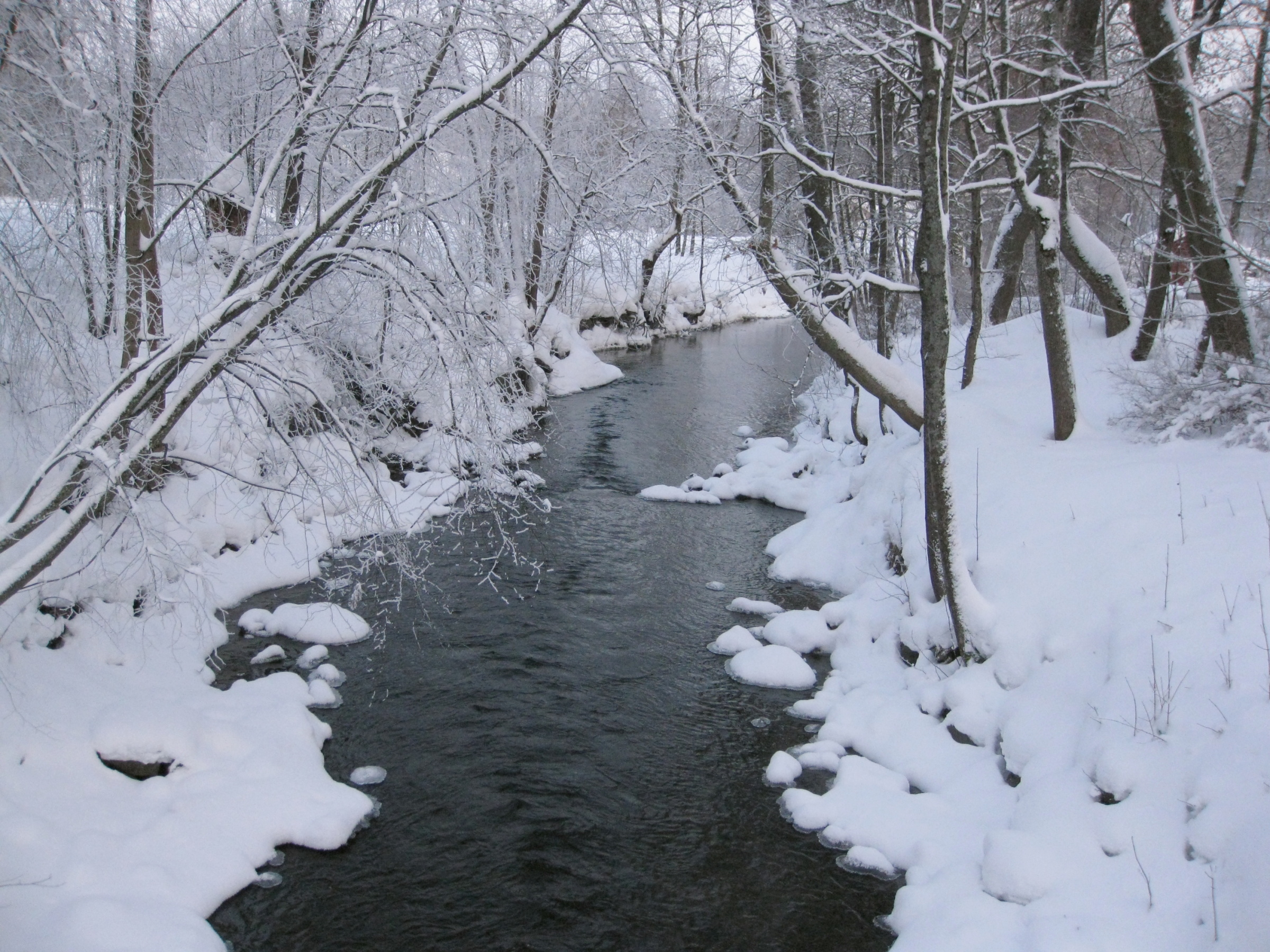
Forsåns övre del vid Forsallén
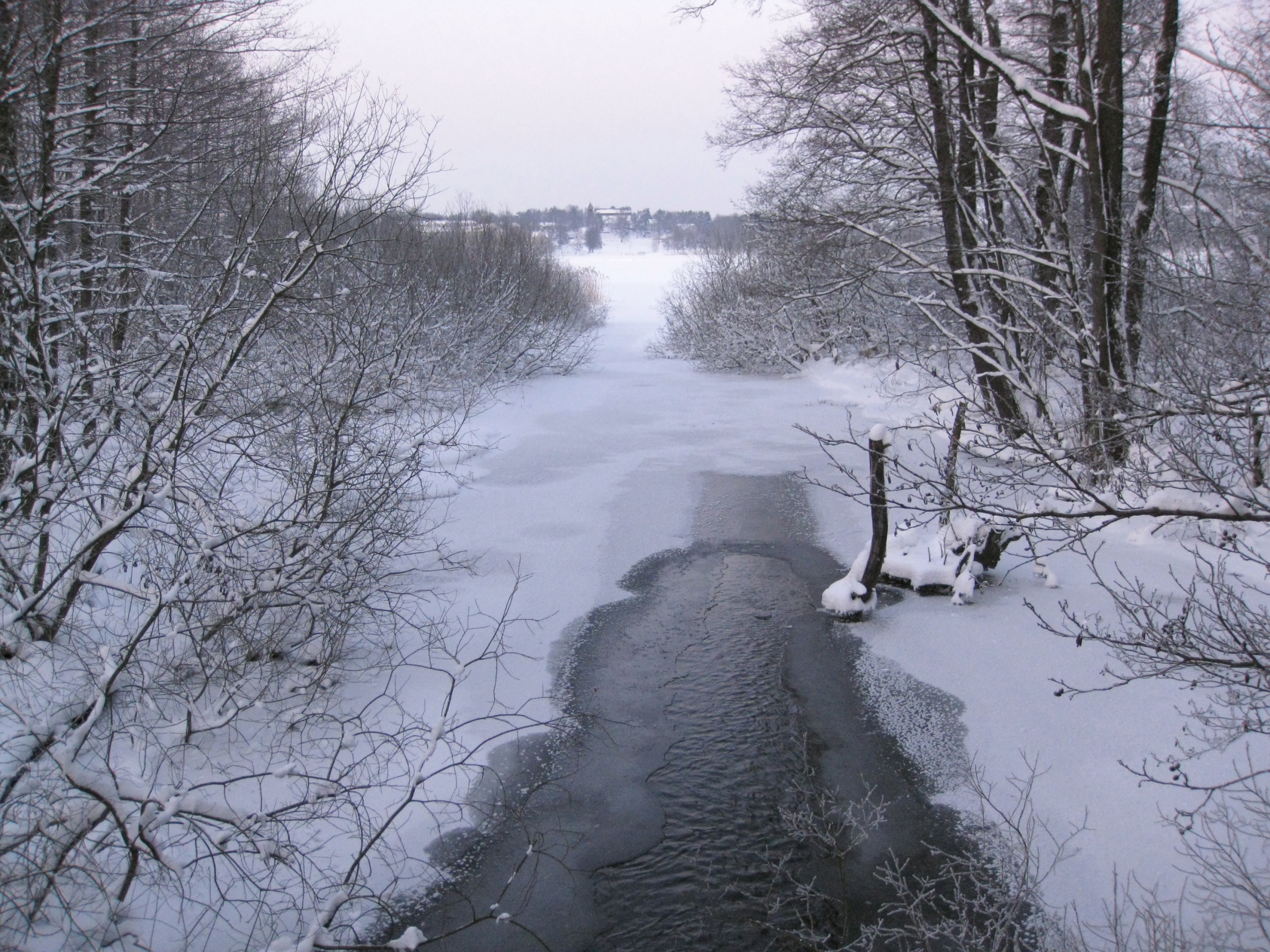
Forsåns utlopp i Drevviken